# Le Plessis-Trévise

Le-Plessis-Trévise en la Petite Couronne.

 Le Plessis-Trévise  es una comuna y población de Francia, en la región de Isla de Francia, departamento de Valle del Marne, en el distrito de Nogent-sur-Marne y cantón de Villiers-sur-Marne.
Su población municipal en 2007 era de 18 246 habitantes.
Fue creada en 1899 a partir de Chennevières-sur-Marne, La Queue-en-Brie y Villiers-sur-Marne.
Está integrada en la Communauté d'agglomération du Haut Val-de-Marne.

## Demografía
| ... | ... | ... | ... | ... | ... | ... | ... | ... | ... | ... | ... | ... | ... | ... | ... | ... | 921 | 835 | 868 | 1 189 | 1 469 | 1 636 | 1 391 | 1 338 | 2 426 | 5 180 | 8 392 | 12 991 | 13 565 | 14 583 | 16 656 | 18 246 |
| Para los censos de 1962 a 1999 la población legal corresponde a la población sin duplicidades (Fuente: INSEE [Consultar]) |     |     |     |     |     |     |     |     |     |     |     |     |     |     |     |     |     |     |     |       |       |       |       |       |       |       |       |        |        |        |        |        |